# Leucothyreus petropolitanus
Leucothyreus petropolitanus är en skalbaggsart som beskrevs av Ohaus 1908. Leucothyreus petropolitanus ingår i släktet Leucothyreus och familjen Rutelidae. Inga underarter finns listade i Catalogue of Life.